# São Jerônimo da Serra
São Jerônimo da Serra ist ein brasilianisches Munizip im Norden des Bundesstaats Paraná. Es hat 10.830 Einwohner (2022), die sich Jeronimenser nennen. Seine Fläche beträgt 824 km². Es liegt 912 Meter über dem Meeresspiegel.

## Etymologie
Der Name wurde dem Ort von Frei Luiz de Cemitille gegeben, als er 1870 als Schutzpatron für die erste Kapelle São Jerônimo  wählte.

## Geschichte

### Indianermission
Die Kolonisierung des Gebiets von São Jerônimo da Serra begann  hauptsächlich in der zweiten Hälfte des 19. Jahrhunderts. Es lebten hier indigene Gruppen von Kaingang und Guarani, die von den Jês abstammen (indigene Bevölkerung, die etwa 7000 Jahre alt ist). Im 16. und 17. Jahrhundert wurden die indigenen Stämme der Region durch die portugiesische Kolonisation und die Jesuiten organisiert.
Während der Regierungen von Dom Pedro I. (1822–1831) und in der Regentschaftsperiode (1831–1840) wurde der Kampf um die politisch-administrative Emanzipation von Paraná gegenüber der Provinz São Paulo intensiver, was 1853, bereits während der Regierung von Dom Pedro II. im Zweiten Kaiserreich (1840–1889), zur Emanzipation des Staates führte. Eines der Hauptanliegen der Regierungen von Paraná und des Kaiserreichs war die Besiedlung von Gebieten, die noch ausschließlich von Indigenen bewohnt waren.
So zielten die Militärexpeditionen dieser Zeit darauf ab, die Indianer zu bekehren. 1851 wurde die Militärkolonie Jatahy von João da Silva Machado, bekannt als Baron von Antonina, gegründet. Hier  befindet sich heute die Stadt Jataizinho.
Kaiser Dom Pedro II. beauftragte 1854 die erste Expedition unter dem Kommando der Sertanisten Joaquim Francisco Lopes und João Elliot. Noch im Jahr 1854 entstand die (Indianer-)Siedlung mit dem Namen Aldeamento de São Thomas de Papanduva. Im Jahr 1867 scheint eine neue Expedition unter dem Kommando des Baron von Antonina mit den Ordensbrüdern Luiz de Cemitille und Timóteo in das Dorf gekommen zu sein. Im selben Jahr erhielt das Dorf den Namen São Jerônimo, weil Frei Luiz die erste Kapelle dem Heiligen Hieronymus, dem heutigen Schutzpatron der Stadt, geweiht hatte.

### Wiederbesiedlung
Ende des 19. und zu Beginn des 20. Jahrhunderts erlangten die Holzgewinnung und der Kaffeeanbau in der Gemeinde große Bedeutung. Mit der Kaffeekrise in den 1960er und vor allem in den 1970er Jahren kam es zu einer Diversifizierung der landwirtschaftlichen Aktivitäten. Dies führte zum Anbau von Baumwolle, Sojabohnen, Mais, Weizen, Reis, Bohnen und Gemüse, aber auch die Rinder- und Schafzucht, die Herstellung von Keramik und die Holzverarbeitung waren von großer Bedeutung.
Mit der Kaffeekultur kamen viele Einwanderer aus Italien, Spanien, Portugal oder auch Japan. Erwähnenswert ist auch die Binnenmigration aus dem Nordosten, aus São Paulo und Minas Gerais.

### Erhebung zum Munizip
São Jerônimo da Serra wurde durch das Staatsgesetz Nr. 1918 vom 23. Februar 1920 aus Tomazina ausgegliedert und in den Rang einer Vila erhoben und am 21. September 1920 als Vila installiert. Es wurde 1932 gesetzlich in Jatai umbenannt.
Durch das Staatsgesetz Nr. 2 vom 10. Oktober 1947 wurde es unter dem Namen Araiporanga aus Congonhinhas ausgegliedert und am 7. November 1947 als Munizip installiert. Durch das Staatsgesetz Nr. 790 vom 14. November 1951 wurde es wieder in São Jerônimo da Serra umbenannt.

## Geografie

### Fläche und Lage
São Jerônimo da Serra liegt auf dem Segundo Planalto Paranaense (der Zweiten oder Ponta-Grossa-Hochebene von Paraná). Seine Fläche beträgt 824 km². Es liegt auf einer Höhe von 912 Metern.

### Vegetation
Das Biom von São Jerônimo da Serra ist Mata Atlântica.

### Klima
Das Klima ist mild sowie allgemein warm und gemäßigt. Es gibt das ganze Jahr über deutliche Niederschläge (1578 mm pro Jahr). Selbst der trockenste Monat weist noch hohe Niederschlagsmengen auf.  Die Klimaklassifikation nach Köppen und Geiger lautet Cfb. Im Jahresdurchschnitt liegt die Temperatur bei 18,9 °C.

### Gewässer
São Jerônimo da Serra liegt im Einzugsgebiet des Rio Tibají, der auch die westliche Grenze des Munizips bildet. An der nördlichen Grenze fließt der Rio São Jerônimo zum Tibají. Der Ribeirão Esperança bildet die südliche Grenze. Durch die Kernstadt fließt der Ribeirão do Tigre als rechter Nebenfluss zum Tibají.

### Straßen
São Jerônimo da Serra liegt an der PR-090. Diese führt nach Norden bis an die Paranapanema-Talsperre Capivara und nach Süden bis Piraí do Sul.

### Terras Indígenas
Im Gebiet des Munizips liegen zwei föderale indigene Gebiete. Dies sind zum einen die Terra Indígena Barão de Antonina und zum anderen die Terra Indígena São Jerônimo.
Gemäß der Liste der indigenen Territorien Brasiliens (Lista de terras indígenas do Brasil) leben gut tausend Indigene in diesen beiden Reservaten. Die Liste fußt auf Daten des Instituto Socioambiental.
| Terra indígena        | Völker                    | Bewohner | Fläche(km²) | Bewohner pro km² | Kategorie      |
| --------------------- | ------------------------- | -------- | ----------- | ---------------- | -------------- |
| Barão de Antonina I   | Guarani Ñandeva, Kaingang | 460      | 37,67       | 12,21            | Terra Indígena |
| São Jerônimo da Serra | Guarani Ñandeva, Kaingang | 674      | 13,39       | 50,33            | Terra Indígena |

### Nachbarmunizipien
| Londrina | Nova Santa Bárbara, Santa Cecília do Pavão und Assaí | Santo Antônio do Paraíso und Congonhinhas |
| Tamarana | Kompassrose, die auf Nachbargemeinden zeigt          |                                           |
|          | Ortigueira                                           | Sapopema                                  |

## Stadtverwaltung
Bürgermeister: Venicius Djalma Rosa, PTB (2021–2024)
Vizebürgermeister: Alan Benedito Proença, PSD (2021–2024)

## Demografie

### Bevölkerungsentwicklung
| Jahr | Einwohner | Stadt | Land |
| ---- | --------- | ----- | ---- |
| 1940 | 31.695    | 10 %  | 90 % |
| 1950 | 12.698    | 4 %   | 96 % |
| 1960 | 31.453    | 8 %   | 92 % |
| 1970 | 24.460    | 9 %   | 91 % |
| 1980 | 16.383    | 18 %  | 82 % |
| 1991 | 13.275    | 37 %  | 63 % |
| 2000 | 11.750    | 45 %  | 55 % |
| 2010 | 11.337    | 50 %  | 50 % |
| 2022 | 10.830    |       |      |

Quelle: IBGE (2011) und Volkszählung 2022

### Ethnische Zusammensetzung
| Gruppe * | 1991    | 2000    | 2010    | wer sich als …                                                                   |
| --- | ------- | ------- | ------- | -------------------------------------------------------------------------------- |
| Weiße | 77,7 %  | 78,7 %  | 62,3 %  | weiß bezeichnet                                                                  |
| Schwarze | 3,5 %   | 3,4 %   | 4,1 %   | schwarz bezeichnet                                                               |
| Gelbe | 0,0 %   | 0,5 %   | 0,3 %   | von fernöstlicher Herkunft wie japanisch, chinesisch, koreanisch etc. bezeichnet |
| Braune | 14,0 %  | 13,5 %  | 25,1 %  | braun oder als Mischung aus mehreren Gruppen bezeichnet                          |
| Indigene | 4,9 %   | 3,8 %   | 8,1 %   | Ureinwohner oder Indio bezeichnet                                                |
| ohne Angabe | 0,0 %   | 0,1 %   | 0,0 %   |                                                                                  |
| Gesamt | 100,0 % | 100,0 % | 100,0 % |                                                                                  |
| *) Das IBGE verwendet für Volkszählungen ausschließlich diese fünf Gruppen. Es verzichtet bewusst auf Erläuterungen. Die Zugehörigkeit wird vom Einwohner selbst festgelegt. |         |         |         |                                                                                  |

Quelle: IBGE (Stand: 1991, 2000 und 2010)

## Persönlichkeiten
- Sílvio José Canuto (* 1977), Fußballspieler und -trainer

## Kultur und Sehenswürdigkeiten
Die Gemeinde São Jerônimo da Serra ist für ihre Wasserfälle, Höhlen und andere Naturschönheiten bekannt. Die wichtigsten touristischen Attraktionen sind:
- Coronel-Deolindo-Platz (Platz der Mutterkirche)
- Historisches Stadtmuseum São Jerônimo da Serra
- Wasserfälle: Salto do João-Nogueira, Cachoeira do Padre, Cachoeira do Caratuva
- Mutterkirche São Jeronimo
- indigene Dörfer
- Arco-Verde-Höhle
- Rio Tigre.